# 2016年リオデジャネイロオリンピックのトライアスロン競技
2016年リオデジャネイロオリンピックのトライアスロン競技（2016ねんリオデジャネイロオリンピックのトライアスロンきょうぎ）は、2016年8月18日と20日に行われた。国際トライアスロン連合（ITU）管轄。

## 競技日程
試合時間は現地時間（ブラジリア時間）
| 種目 | 開催日  | 競技開始 |
| ---- | ------- | -------- |
| 男子 | 8月18日 | 11:00    |
| 女子 | 8月20日 | 11:00    |

## 出場枠
大会は前回同様男女各55名ずつの計110名が参加。
ITUが決定する五輪出場枠は
1. - 2015年ヨーロッパ大会、2015年パンアメリカン大会の優勝者の国・地域
  - アフリカ、アジア、オセアニアの各大陸選手権優勝者の国・地域
2. 2015年に開催される世界予選の上位選手の国・地域（1と重複しない）
3. 2014年5月15日から2016年5月15日までの世界トライアスロンシリーズ、ITUトライアスロンワールドカップ、ITU大陸別選手権で算出されるポイントの50位までの選手の内ポイント(ITU Olympic Qualification List)上位39名（1～2と重複する選手は除く）の国・地域
4. 開催国ブラジルから1名（ただし1～3で出場枠を確保した場合は対象外）
5. 第三者委員会からの推薦2名まで
6. 1～5で選出されていないITUポイント(または大陸別選手権、ITU Olympic Qualification List)各大陸最上位の国・地域（最大5）
7. 1～6で55人に達しない場合はITU Olympic Qualification List上位から55人に達するまで国と地域を選出

の順に与えられ、上位8つの国・地域は最大3名、その他の国・地域最大2名までと定められている。
また、出場選手は
- NOCごとの大陸別予選の最上位
- NOCごとの2015年に開催される世界トライアスロンシリーズ、ITUトライアスロンワールドカップ、ITU大陸別選手権で算出されるポイントの最上位
- ITU Olympic Qualification Listの上位140位以内
- 2015年に開催される世界トライアスロンシリーズ、ITUトライアスロンワールドカップ、ITU大陸別選手権で算出されるポイント上位140位以内
- ITUポイントの上位140位以内

のいずれかを満たす必要がある。
国別の出場枠、及び出場選手は2016年5月18日に国際トライアスロン連合より以下のとおり発表されている。

### 男子
- *: 大陸別選手権優勝枠
- #: 2015年のランキング上位3名
- +: 第三者委員会からの推薦
- &: 大陸ごとのITUポイントによる出場枠

| 国・地域         | 出場枠 | 出場選手                           |
| ---------------- | ------ | ---------------------------------- |
| アルゼンチン     | 2      | ルシアーノ・タコーネ               |
| アルゼンチン     | 2      | ゴンサロ・ラウル・テレチェア       |
| オーストラリア   | 3 *    | アーロン・ロイル                   |
| オーストラリア   | 3 *    | ライアン・ベイリー                 |
| オーストラリア   | 3 *    | ライアン・フィッシャー             |
| オーストリア     | 1      | トーマス・シュプリンガー &         |
| アゼルバイジャン | 1      | ロスチスラフ・ペフツォフ           |
| バルバドス       | 1      | ジェイソン・ウィルソン &           |
| ベルギー         | 2      | マルテン・ファン・リエル           |
| ベルギー         | 2      | イェレ・ヘーンス                   |
| ブラジル         | 1      | ジオゴ・スクレビン                 |
| カナダ           | 2      | タイラー・ミスローチャック         |
| カナダ           | 2      | アンドリュー・ヨーク               |
| 中国             | 1      | 白発全 &                           |
| コスタリカ       | 1      | レオナルド・チャコン               |
| デンマーク       | 1      | アンドレアス・シリング             |
| スペイン         | 3      | ハビエル・ゴメス #                 |
| スペイン         | 3      | マリオ・モーラ                     |
| スペイン         | 3      | フェルナンド・アラルサ             |
| フランス         | 3      | ビンセント・ルイス #               |
| フランス         | 3      | ドリアン・コナン                   |
| フランス         | 3      | ピエール・ルコー                   |
| イギリス         | 3      | アリスター・ブラウンリー           |
| イギリス         | 3      | ジョナサン・ブラウンリー           |
| イギリス         | 3      | ゴードン・ベンソン *               |
| ドイツ           | 2→0    | 出場せず                           |
| ハンガリー       | 2      | ガボール・ファルドゥム             |
| ハンガリー       | 2      | タマーシュ・トート                 |
| アイルランド     | 1      | ブライアン・キーン                 |
| イスラエル       | 1      | ロン・ダーモン                     |
| イタリア         | 2      | アレッサンドロ・ファビアン         |
| イタリア         | 2      | ダビデ・ウセラリ                   |
| 日本             | 1      | 田山寛豪 *                         |
| ヨルダン         | 1      | ローレンス・ファヌース +           |
| メキシコ         | 3      | クリサント・グラハーレス *         |
| メキシコ         | 3      | イルビン・ペレス・ピネダ           |
| メキシコ         | 3      | ロドリゴ・ゴンザレス・ロペス       |
| ノルウェー       | 1      | クリスティアン・ブルンメンフェルト |
| ニュージーランド | 2      | ライアン・シソンズ                 |
| ニュージーランド | 2      | トニー・ドッズ                     |
| ポルトガル       | 3      | ジョアン・ホセ・ペレイラ           |
| ポルトガル       | 3      | ジョアン・ペドロ・シルヴァ         |
| ポルトガル       | 3      | ミゲル・アライオロス               |
| プエルトリコ     | 0→1    | マヌエル・ウエルタ                 |
| 南アフリカ       | 2      | リチャード・マレー #               |
| 南アフリカ       | 2      | ヘンリ・スクーマン *               |
| ロシア           | 3      | アレクサンドル・ブルカンコフ       |
| ロシア           | 3      | ドミトリー・ポリャンスキー         |
| ロシア           | 3      | イゴール・ポリャンスキー           |
| スイス           | 2      | スベン・リーデラー                 |
| スイス           | 2      | アンドレア・サルビスバーグ         |
| スロバキア       | 1      | リカルド・バルガ                   |
| ウクライナ       | 0→1    | イヴァン・イヴァノフ               |
| アメリカ合衆国   | 3      | ジョー・マロイ                     |
| アメリカ合衆国   | 3      | グレゴリー・ビリントン             |
| アメリカ合衆国   | 3      | ベン・カヌーテ                     |

### 女子
- *: 大陸別選手権優勝枠
- #: 2015年のランキング上位3名
- +: 第三者委員会からの推薦
- &: 大陸ごとのITUポイントによる出場枠

| 国・地域         | 出場枠 | 出場選手                                 |
| ---------------- | ------ | ---------------------------------------- |
| オーストラリア   | 3      | エマ・モファット *                       |
| オーストラリア   | 3      | エリン・デンシャム                       |
| オーストラリア   | 3      | アシュリー・ジェントル                   |
| オーストリア     | 2      | サラー・ビリッチ                         |
| オーストリア     | 2      | ユリア・ハウザー                         |
| ベルギー         | 2      | クレール・ミシェル                       |
| ベルギー         | 2      | カトリン・ベルステュイフト               |
| バミューダ       | 1      | フローラ・ダフィー                       |
| ブラジル         | 1      | パメラ・オリベイラ                       |
| カナダ           | 3      | アメリ・クレッツ                         |
| カナダ           | 3      | カーステン・スイートランド               |
| カナダ           | 3      | サラ＝アン・ブロー                       |
| チリ             | 1      | バルバラ・リベロス・ディアス *           |
| 中国             | 1      | 王蓮媛 &                                 |
| チェコ           | 1      | ベンドゥラ・フィントバ                   |
| エクアドル       | 1      | エリザベス・ブラボー &                   |
| スペイン         | 3      | アイノア・ムルア                         |
| スペイン         | 3      | カロリナ・ルーチェ                       |
| スペイン         | 3      | ミリアム・カシージャス・ガルシア         |
| エストニア       | 1      | カイディ・キビオヤ &                     |
| フランス         | 1→2    | エミ・シャレイロン                       |
| フランス         | 1→2    | カッサンドル・ボーグラン                 |
| イギリス         | 3      | ノン・スタンフォード #                   |
| イギリス         | 3      | ビッキー・ホランド #                     |
| イギリス         | 3      | ヘレン・ジェンキンス                     |
| ドイツ           | 3→2    | ラウラ・リンデマン                       |
| ドイツ           | 3→2    | アン・ハウク                             |
| ドイツ           | 3→2    | （出場せず）                             |
| ハンガリー       | 2      | マルジット・ベネク                       |
| ハンガリー       | 2      | ジョーフィア・コバーチ                   |
| アイルランド     | 1      | アイリーン・レイド                       |
| イタリア         | 2      | シャルロッテ・ボニン                     |
| イタリア         | 2      | アナマリア・マゼッティ                   |
| 日本             | 3      | 上田藍 *                                 |
| 日本             | 3      | 加藤友里恵                               |
| 日本             | 3      | 佐藤優香                                 |
| メキシコ         | 1→2    | クラウディア・リーバス・ベガ             |
| メキシコ         | 1→2    | セシリア・ガブリエラ・ペレス・フローレス |
| モーリシャス     | 1      | ファビエンヌ・セントルイス &             |
| オランダ         | 2→1    | レイチェル・クラマー                     |
| オランダ         | 2→1    | （出場せず）                             |
| ニュージーランド | 3→2    | アンドレア・ヒューイット                 |
| ニュージーランド | 3→2    | ニッキー・サミュエルズ                   |
| ニュージーランド | 3→2    | （出場せず）                             |
| ポーランド       | 1      | アグニェシュカ・イェジック               |
| 南アフリカ       | 2      | マリ・レイビー *                         |
| 南アフリカ       | 2      | ジリアン・サンダース                     |
| ロシア           | 2→3    | アナスタシア・アブロシモワ               |
| ロシア           | 2→3    | アレクサンドラ・ラザリョノヴァ           |
| ロシア           | 2→3    | マリヤ・ショレツ                         |
| スロベニア       | 1      | マテヤ・シミッツ                         |
| スイス           | 2      | ニコラ・スピリグ                         |
| スイス           | 2      | ヨランダ・アネン                         |
| スウェーデン     | 1      | リサ・ノルデン                           |
| ウクライナ       | 1      | ユリア・イリストラトーワ                 |
| アメリカ合衆国   | 3      | グウェン・ジョーゲンセン #               |
| アメリカ合衆国   | 3      | サラ・トゥルー                           |
| アメリカ合衆国   | 3      | ケイティー・ザフィアエス                 |

## 競技結果
| 種目         | 金                                            | 金      | 銀                                      | 銀      | 銅                                    | 銅      |
| ------------ | --------------------------------------------- | ------- | --------------------------------------- | ------- | ------------------------------------- | ------- |
| 男子（詳細） | アリスター・ブラウンリー イギリス (GBR)       | 1:45:01 | ジョナサン・ブラウンリー イギリス (GBR) | 1:45:07 | ヘンリー・ショーマン 南アフリカ (RSA) | 1:45:43 |
| 女子（詳細） | グウェン・ジョーゲンセン アメリカ合衆国 (USA) | 1:56:16 | ニコラ・スピリグ スイス (SUI)           | 1:56:56 | ビッキー・ホランド イギリス (GBR)     | 1:57:01 |

## 国・地域別のメダル獲得数
| 順   | 国・地域             | 金 | 銀 | 銅 | 計 |
| ---- | -------------------- | -- | -- | -- | -- |
| 1    | イギリス (GBR)       | 1  | 1  | 1  | 3  |
| 2    | アメリカ合衆国 (USA) | 1  | 0  | 0  | 1  |
| 3    | スイス (SUI)         | 0  | 1  | 0  | 1  |
| 4    | 南アフリカ (RSA)     | 0  | 0  | 1  | 1  |
| 合計 | 合計                 | 2  | 2  | 2  | 6  |